# هارون كيلي
هارون كيلي (بالإنجليزية: Aaron Kelly)‏ هو مغني وكاتب أغاني أمريكي، ولد في 2 أبريل 1993 في دافنبورت في الولايات المتحدة.

## وصلات خارجية
- الموقع الرسمي
- هارون كيلي على موقع ميوزك برينز (الإنجليزية)